# Robert Harrys
Robert Harrys (Cartagena, 7 de julio de 1995) es un futbolista colombiano. Juega como extremo y su equipo actual es el Żabbar SP de la Challenge League Maltesa de Malta.

## Trayectoria

### Finlandia
Tuvo un pequeño paso por el fútbol finlandés en 2017 jugando la tercera división en el Club Latino Español.[cita requerida]

### Real Cartagena
Llegó al club en julio de 2018, pero por problemas de papeleo y los cupos de la Dimayor no pudo jugar ese año con Real Cartagena. Su debut profesional con el club cartagenero fue contra Orsomarso SC el 3 de febrero de 2019 y su primer gol como profesional lo marcó ante el Atlético F. C en un partido correspondiente a la Categoría Primera B como visitantes, aquel día ganaron 3 a 0.
Con el club cartagenero marcó 3 goles y disputó 42 partidos.

### Independiente Medellín
Hizo la pretemporada a finales de 2020 y comienzos de 2021 bajo el mando de Hernán Darío Gómez, el cual decide tenerlo en cuenta para la temporada 2021. Termina contrato en diciembre de ese año y es dejado en libertad.

### Deportivo Pasto
El 6 de enero de 2022 es presentado como refuerzo del Deportivo Pasto.

### Patriotas Boyacá
En 2023 es confirmado como nuevo jugador del Patriotas Boyacá para afrontar el torneo de ascenso,

## Clubes
| Club                   | País     | Año             |
| ---------------------- | -------- | --------------- |
| Real Cartagena         | Colombia | 2019 - 2020     |
| Independiente Medellín | Colombia | 2021            |
| Deportivo Pasto        | Colombia | 2022            |
| Patriotas Boyacá       | Colombia | 2023            |
| Żabbar SP              | Malta    | 2023 - presente |

## Palmarés

### Torneos nacionales
| Título        | Club                   | País     | Año  |
| ------------- | ---------------------- | -------- | ---- |
| Copa Colombia | Independiente Medellín | Colombia | 2020 |